# Adressbuss
En adressbuss är en datorbuss som används av CPU:er eller DMA-kapabla enheter för att kommunicera den fysiska adressen till datorminnesceller eller enhetsregister som den sändande enheten önskar läsa eller skriva.
Adressbussens bredd bestämmer hur mycket minne som kan åtkommas. Till exempel kan en 16-bitars adressbuss (som var vanlig hos 8-bitars hemdatorerna på 1970- och 1980-talet) adressera 216 = 65 536 distinkta minnesadresser, medan en 32-bitars adressbuss (vanlig hos dagens PC-datorer) kan adressera 232 = 4 294 967 296 = distinkta minnesadresser.
Hos de flesta mikrodatorer är den minsta adresserbara elementet en 8-bits byte. Andra elementstorlekar förekommer också, till exempel 36-bitars ord hos PDP-10.